# Ulla Vejby
 Denne artikel bør gennemlæses af en person med fagkendskab for at sikre den faglige korrekthed.

Ulla Vejby Kristensen (født 15. juni 1984 i Klovborg) er en dansk skuespillerinde, der i 2012 blev uddannet fra Skuespillerskolen ved Aarhus Teater. Vejby er bedst kendt for rollen som Edith i tv-serien Badehotellet samt rollen som Else i tv-serien Sygeplejeskolen.

## Uddannelse
Hun gik i folkeskole på Klovborg Skole samt Nørre Snede Skole og i gymnasiet på Tørring Amtsgymnasium. 
Hun er uddannet på Skuespillerskolen ved Aarhus Teater fra 2008-2012.

## Privat
Privat er Ulla Vejby gift med Michael Lysgaard, med hvem hun har to døtre. De bor i København.

## Filmografi

### Film
| År   | Film                 | Rolle                     | Noter    |
| ---- | -------------------- | ------------------------- | -------- |
| 2014 | Baby                 | Mor                       | Kortfilm |
| 2016 | Flaskepost fra P     | Kvindelig betjent, Viborg |          |
| 2017 | Aldrig mere i morgen | Anne - Vincents kone      |          |

### Tv-serier
| År          | Serie                 | Rolle              | Noter        |
| ----------- | --------------------- | ------------------ | ------------ |
| 2013 - 2024 | Badehotellet          | Edith Marie Jensen |              |
| 2018 -      | Sygeplejeskolen       | Else Andersen      |              |
| 2019        | Tinka og kongespillet | Hilde              | Julekalender |
| 2020        | Julefeber             | Date               | Julekalender |
| 2021        | Panik                 | Vicky              |              |